# Banks (cântăreață)
Banks (n. 16 iunie 1988 sub numele Jillian Rose Banks) este o cântăreață, compozitoare și muziciană americană.
Banks a început să scrie și compună cântece încă din adolescență, însă primele sale melodii au ajuns să fie ascultate de public de-abia în 2013, când interpreta a publicat câteva dintre ele în mediul virtual, sub forma unor EP-uri. Compozițiile sale au atras atenția reprezentanților casei de discuri Harvest Records, care i-au oferit un contract, iar în 2014 Banks a lansat primul său album de studio, numit Goddess; discul a primit recenzii favorabile și a activat în clasamentele din Europa. Ulterior, tânăra interpretă avea să concerteze alături de binecunoscutul The Weeknd pe parcursul turneului său american. Banks și-a consolidat cariera prin lansarea albumelor  The Altar (2016) și III (2019), ambele bine primite de critici și public

## Viața și cariera

### 1988 — 2013: Copilăria și începuturile în muzică
Jillian Rose Banks s-a născut pe 16 iunie 1988 în Orange County, California, însă familia sa avea să se mute la scurt timp în Los Angeles; ea a copilărit în Tarzana, una dintre suburbiile din San Fernando Valley. Banks a început să scrie și să compună cântece de la vârsta de cincisprezece ani, odată ce a învățat să cânte la o claviatură primită de la un prieten după divorțul părinților săi. Conform spuselor sale, muzica a reprezentat un mod de exprimare pentru ea încă de la o vârstă fragedă: „erau momente în care mă simțeam singură și fără ajutor. Nu știam în ce fel să exprim ceea ce simțeam. Apoi am primit acea claviatură drept cadou. Nu era una de calitate, însă am început să mă joc cu ea și diverse melodii au început să prindă viață ... mă simțeam ca și cum o greutate mi-era ridicată de pe umeri”. După absolvirea studiilor liceale, Banks a studiat psihologia la University of Southern California (USC), unde a aprofundat tema copiilor ai căror părinți au divorțat.
În timpul studiilor la USC, Banks a continuat să compună cântece și a făcut cunoștință cu DJ Yung Skeeter, care s-a oferit s-o impresarieze și ulterior a prezentat-o casei de discuri britanice Good Years Recordings. Reprezentanții acesteia i-au oferit susținere, iar primul său cântec, intitulat „Before I Ever Met You”, avea să fie publicat în februarie 2013 pe SoundCloud; melodia a stârnit interesul DJ-ului Zane Lowe, care a difuzat-o la postul BBC Radio 1. În martie 2013, Banks a lansat un prim disc EP, numit Fall Over, material ce i-a făcut pe editorii publicației Billboard s-o catalogheze pe tânăra interpretă drept „o scriitoare magnetică, cu niște cântece ce creează obsesii”. În toamna aceluiași an, Banks publică un al doilea EP, intitulat London, care a fost bine primit de criticii de specialitate.
Cântecele sale au stârnit rapid interesul diferitelor publicații de profil muzical, iar Banks avea la scurt timp să fie propusă de BBC pe lista Sound of 2014. De asemenea, MTV a nominalizat-o la categoria „Debutul anului”, Shazam a inclus-o pe lista „Artiști de urmărit în 2014”, iar iTunes și Spotify au numit-o printre „Noii artiști de luat în seamă pentru 2014”. Articole pozitive au venit și din partea unor publicații cu renume precum The Boston Globe, Fuse sau The Huffington Post, iar Vogue i-a dedicat lui Banks un editorial în care a scris despre cântecele sale că „transpun perfect sentimentul de a fi pierdut și fără putere în această lume”.
La finele lui 2013, Banks a cântat în deschiderea concertelor susținute de interpretul canadian The Weeknd în America de Nord și Regatul Unit.

### 2014: Primul album: «Goddess»

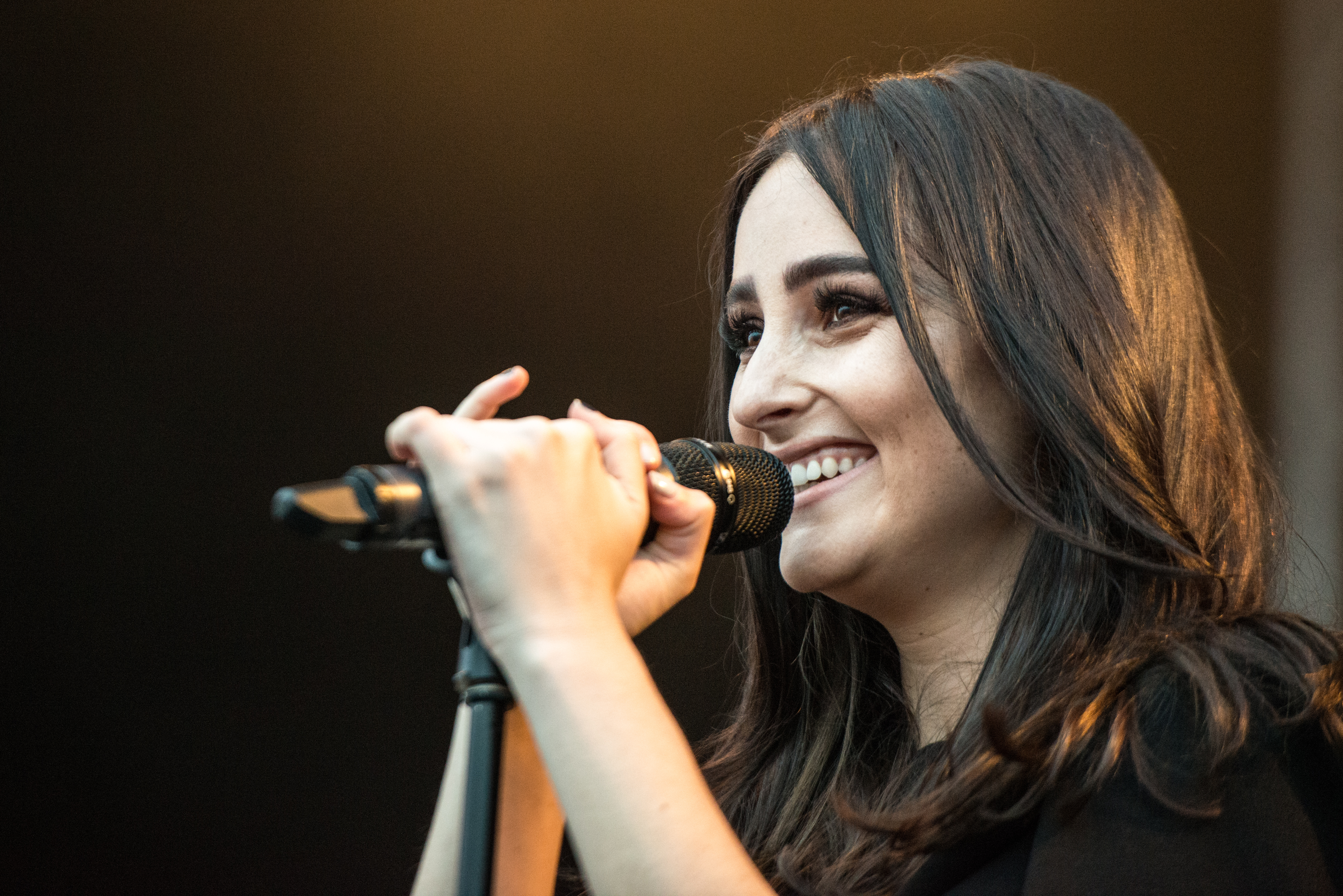
Banks în concert (Festivalul Roskilde — iulie 2014)

La începutul lui 2014, Banks a declarat că aproape a terminat înregistrările primului său album de studio; ea a spus următoarele: „simt că mai am câteva lucruri de pus la punct astfel încât să mă simt comfortabil și fericită, înainte de a lansa acest album”. De asemenea, ea a pus la dispoziția fanilor un disc single, „Brain”, pentru ca aceștia să-și poată face o idee asupra direcției muzicale abordate pe viitorul album. În aprilie ea a anunțat titlul albumului, Goddess, dar și data publicării sale, 9 septembrie 2014. Pe parcursul verii, Banks a lansat alte două single-uri, „Drowning” și „Beggin for Thread”, iar ambele au fost primite cu căldură de către criticii de specialitate. Entuziasmul stârnit de muzica sa i-a deschis ușile pentru a concerta la festivaluri de renume, precum Coachella, Bonnaroo sau Open'er Festival. Mai mult, în intervalul mai-iunie Banks a susținut o serie de concerte în Canada și Statele Unite. Debutul tinerei artiste la televiziunea americană a avut loc în august 2014, în emisiunea moderată de Jimmy Kimmel, unde a interpretat două dintre piesele de pe primul său album.
Albumul de debut al interpretei – Goddess, a fost lansat la data de 9 septembrie 2014, sub reprezentarea casei de înregistrări Harvest Records. Materialul conține paisprezece cântece aparținând genurilor R&B alternativ, indie pop, trip hop și electropop, iar Banks a participat la scrierea tuturor melodiilor incluse pe el. Discul a primit recenzii favorabile din partea criticilor de specialitate, care l-au numit „complex și plin de încredere, un material de debut ce iese în evidență”. Goddess a debutat pe locul 12 în clasamentul Billboard Hot 100 și a fost comercializat în peste 120.000 de exemplare în America. De asemenea, albumul a obținut clasări bune și în alte teritorii, precum Canada, Elveția, Australia, Regatul Unit, Noua Zelandă sau Germania. Pentru a promova LP-ul, Banks a filmat videoclipuri pentru șase dintre piesele de pe album, dintre acestea remarcându-se „Drowning” (care a activat în Billboard Rock Digital Songs), „Beggin for Thread” (cu clasări în Billboard Alternative Songs, dar și în topurile din Austria și Germania), respectiv „Waiting Game” (care a pătruns în clasamentele din Regatul Unit). Câteva melodii de pe Goddess au fost incluse pe coloana sonoră a diverse seriale sau filme precum Divergent sau Anatomia lui Grey.
La finele lui 2014 Goddess avea să fie numit unul dintre albumele anului de publicații precum Rolling Stone, The Guardian sau The Huffington Post.

### 2015 — 2018: Era «The Altar» și evoluția muzicală

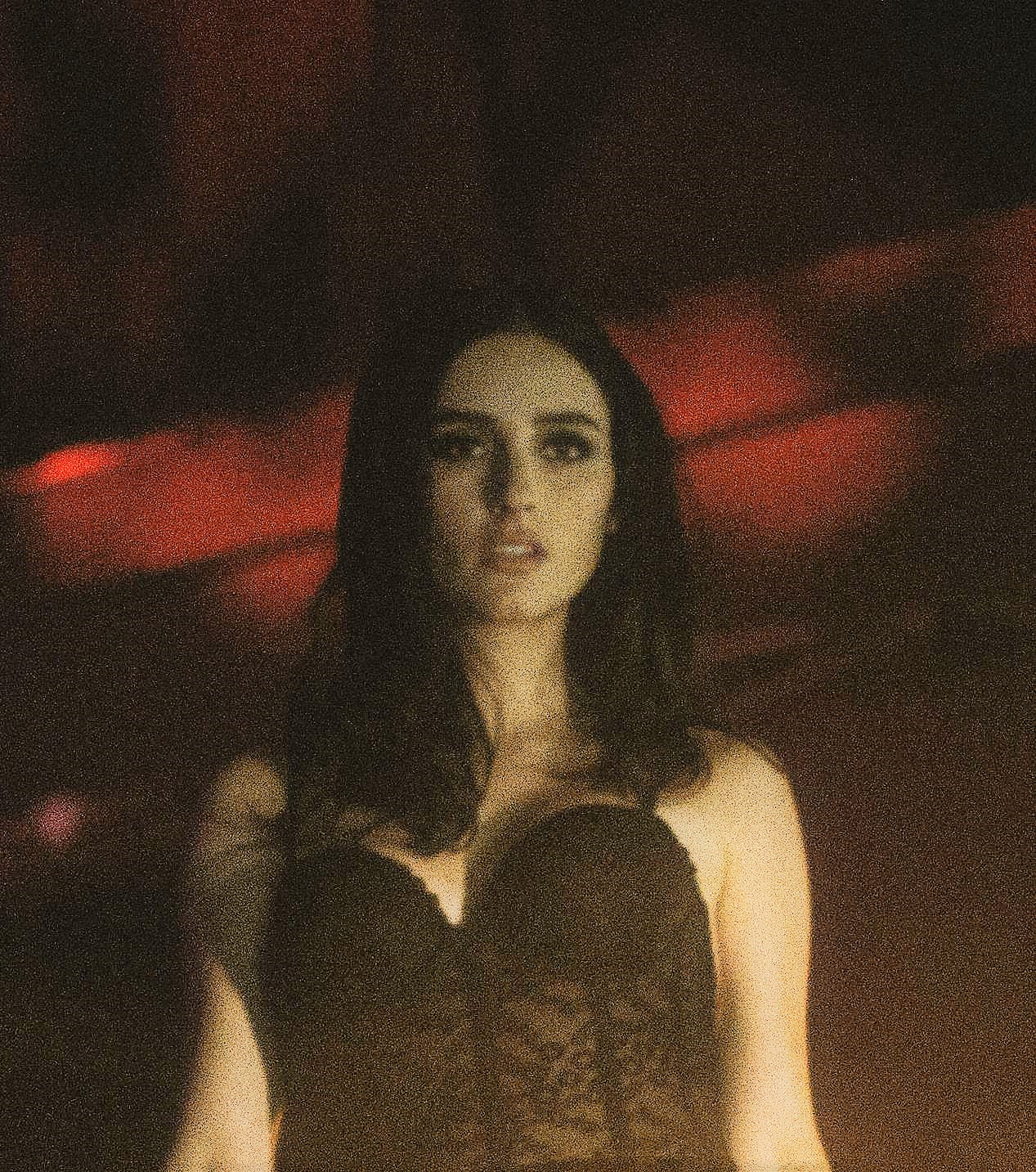
Banks într-unul dintre primele sale concerte (NYC — octombrie 2014)

În ultimele două luni ale anului 2015, Banks a cântat în deschiderea concertelor susținute de interpretul canadian The Weeknd în America de Nord, pe parcursul turneului acestuia, numit The Madness Fall Tour. De asemenea, la începutul lui noiembrie ea a lansat un nou disc single, intitulat „Better”, descris astfel de către publicația Nylon: „[cântecul] te face să te simți precum martorul unei tragedii, însă are acel «ceva» frumos de la care nu-ți poți îndepărta privirea.” Piesa a beneficiat și de un videoclip oficial, primit cu entuziasm de presa de specialitate. Totuși, „Better” a avut clasări modeste în clasamentele de specialitate și nu a fost inclus pe cel de-al doilea album al artistei. Banks a continuat să compună și să înregistreze cântece până la începutul lui iunie 2016, moment când a anunțat că a încheiat sesiunile de înregistrare pentru noul album.
Banks lansează cel de-al doilea album de studio al său, numit The Altar, pe 30 septembrie 2016. Discul, creat în compania unor producători precum Tim Anderson sau Al Shux, oameni cu care artista a colaborat și în vederea înregistării primului său album, este o colecție de doisprezece cântece aparținând stilului R&B alternativ. Interpreta a participat la scrierea tuturor pieselor, iar printre temele abordate se numără „auto-descoperirea, feminitatea, dar și cunoașterea propriilor forțe și vulnerabilități.” Albumul a primit recenzii favorabile din partea criticilor de specialitate, care au apreciat „încrederea în propriile forțe artistice” de care dă dovadă Banks, diversitatea discului, dar și „evoluția sa ca și compozitoare”. The Altar a debutat pe locul 17 în clasamentul Billboard Hot 100 și s-a clasat în top 25 în ierarhiile de profil din Canada, Noua Zeelandă, Australia și Regatul Unit.
Pentru a promova albumul The Altar, Banks a lansat mai multe discuri single pe parcursul anului 2016. Printre acestea se numără „Fuck with Myself”, „Gemini Feed” sau „Trainwreck”, cântece care au beneficiat și de videoclipuri oficiale. De asemenea, melodiile „Mind Games” și „To the Hilt” au primit statutul de single-uri promoționale și au fost lansate în mediul virtual. Artista a publicat în primăvara lui 2017 un nou cântec, numit „Crowded Places”, care a fost inclus pe coloana sonoră a serialului Girls, produs de HBO. Banks a concertat intens în Europa, America de Nord și Oceania pe parcursul lui 2017, sub egida turneului The Altar; seria de concerte a inclus și apariții la binecunoscutele festivaluri Lollapalooza și Coachella.

### 2019 — prezent: Albumul «III»
Într-un interviu acordat revistei Marie Claire Italia în decembrie 2018, Banks a dezvăluit că a înregistrat peste 45 de cântece pentru cel de-al treilea album de studio al său. Campania de promovare a noului album a fost demarată prin single-urile „Gimme” și „Look What You're Doing to Me”, lansate la finalul primåverii. Cel de-al treilea album al său, intitulat III, a fost lansat pe 12 iulie 2019, iar Banks l-a descris drept o mårturie a transformării sale dintr-o fată naivă și romantică într-o femeie înțeleaptă. Albumul a primit recenzii favorabile din partea criticilor de specialitate și a activat în clasamentele de specialitate din țările anglofone. Promovarea albumului s-a făcut prin lansarea pe single a baladei „Contaminated”, dar și prin susținerea unui turneu în Europa și America de Nord.

## Influențe și stil muzical
Banks scrie și compune muzică din adolescență și spune că acest lucru a ajutat-o să-și exprime emoțiile. Ea le numește pe Fiona Apple și Lauryn Hill ca fiind cele mai mari influențe muzicale, iar muzica sa abordează genuri precum indie pop, trip hop și electropop. Totuși, stilul muzical abordat de Banks a fost descris de către criticii de specialitate drept R&B alternativ, cu trimiteri la muzica unor artiști precum The Weeknd sau Aaliyah. Într-o recenzie oferită albumului Goddess, Tshepo Mokoena de la The Guardian spune că Banks „își expune prin muzică toate emoțiile, iar felul său crud și răzbunător de a interpreta aduce aminte de Fiona Apple, în special când își folosește registrele acute”. Billboard spune despre vocea sa că „are o vulnerabilitate fragilă ce aduce aminte de cântărețe precum Feist sau Erykah Badu”. Neil Yeung de la AllMusic crede că odată cu lansarea discului The Altar, „Banks și-a dezvoltat semnificativ glasul”, iar Shahzaib Hussain observă o „maturizare în rolul de compozitor, ce înalță melancolia senzuală pe care o avea încă de la debut”.

## Discografie

### Albume de studio
- Goddess (2014)
- The Altar (2016)
- III (2019)

### Discuri EP
- Fall Over (2013)
- London (2013)

## Distincții
- 2013 – locul 3 în topul Sound of 2014, realizat de BBC;[13]
- 2014 – nominalizată la categoria „Debutul anului” de MTV;[14]
- 2014 – Goddess este numit unul dintre albumele anului de publicații precum Rolling Stone,[39] The Guardian sau The Huffington Post.[40][41]